# Павич (геральдика)
Павич — геральдична тварина як негеральдична фігура. У геральдиці павич використовується із ХІІ століття. Століттями відомий як геральдична тварина.

## Опис
Птах, який належить до куроподібних, на гербах дуже близький до свого природного вигляду. Вибір блакитного павича відповідає виду, поширеному в Європі, як найвідомішому і найдекоративнішому представнику виду фазанів.
На гербі він часто має синє забарвлення, він іде праворуч із довгим хвостом у вигляді шлейфу або тримає його у вигляді вертикального пір'яного колеса, як відоме як токування. Голову павича прикрашає корона з пір'я. Тварина з перевернутим колесом (хвостове пір'я, підняте під час залицяння) описується як павич-дзеркало.
Пір'я хвоста популярне як прикраса у верхньому гербі (приклад: геральдичний шолом герцогів Брауншвейзьких), оскільки «очі» на пір'ї утворюють особливий декоративний елемент. Вони розташовані чітко, очима до глядача. Зв'язані пір'я в геральдиці також називають пір'ям павича. Іншим зображенням є пір'їна павича (прикладом є дорогоцінний шолом графів Анхальт). Кількість і колір очей повинні бути вказані в описі. Особливою модифікацією є поширений у французькій геральдиці павич із жіночою головою, відомий як Gante. Павич також часто зустрічається у символах релігії та міфології.
Коли у 1914 році принца Вільгельма цу Віда було призначено принцом Албанії, павич був розміщений на центральний щит албанського двоголового орла..
Павич також увійшов у геральдику як геральдичний носій галереї гербів Габсбургів.

## Символіка
У геральдиці павич може символізувати:
1. Горезвісне марнославство, оскільки пишнота вбрання не відповідає силі птаха.
2. Красу та гординю. Власне зовнішність птаха спонукає на такі асоціації. На це наштовхує і пишна хода птаха.
3. У християнському світі це символ воскресіння. У геральдиці це також може символізувати відновлення чи продовження життя.
4. Павич може символізувати славу та велич через свою вражаючу красу.
5. Завдяки своєму вигляду та пишним перам, павич також може втілювати владу та могутність власника герба.
6. В Індії це священна тварина.

Павич на гербі району Нойвід
Павич як геральдична тварина Альсбаха (Вестервальд)
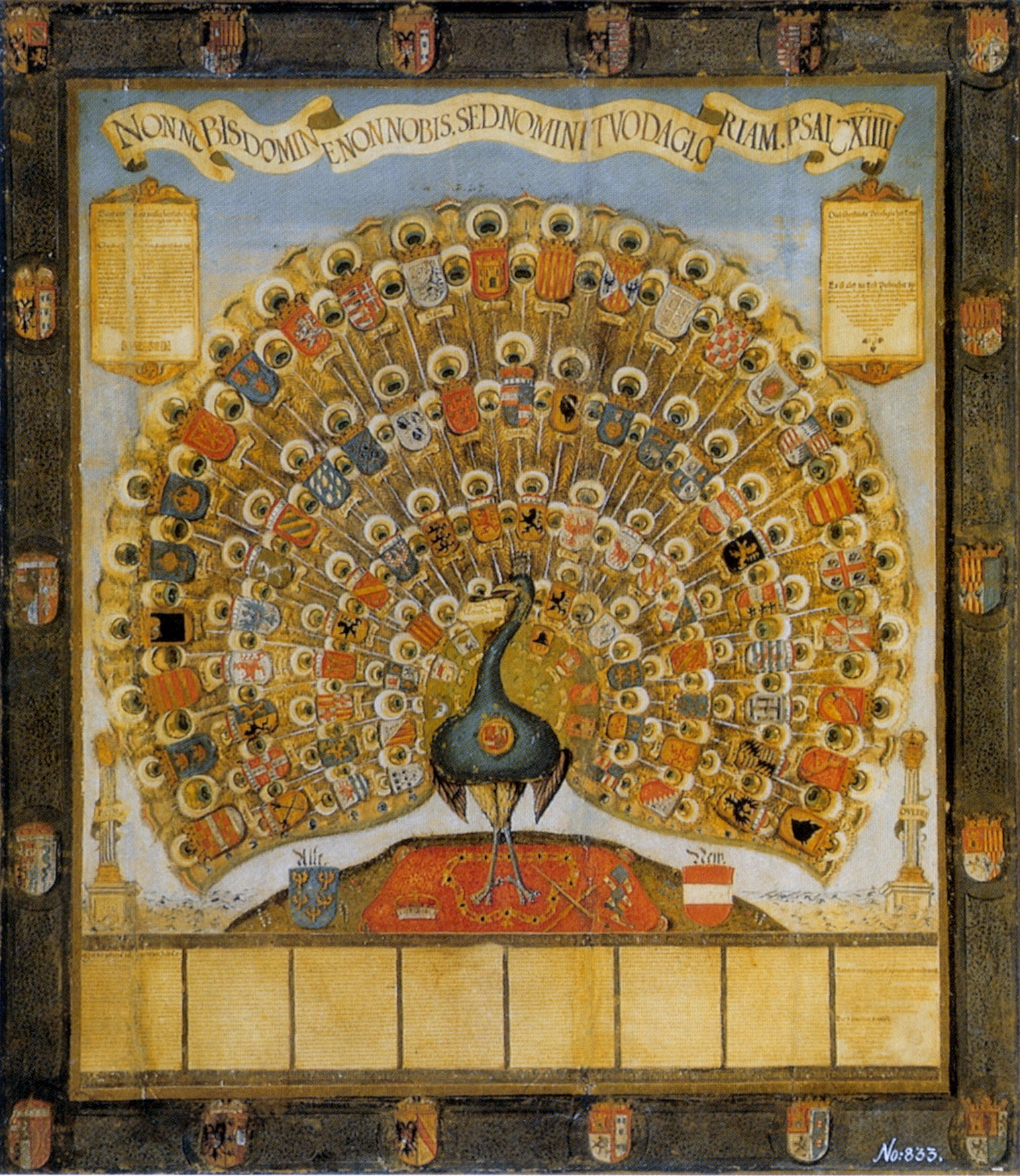
Павич, хвостом-колесом, як щитотримач, близько 1555 р.
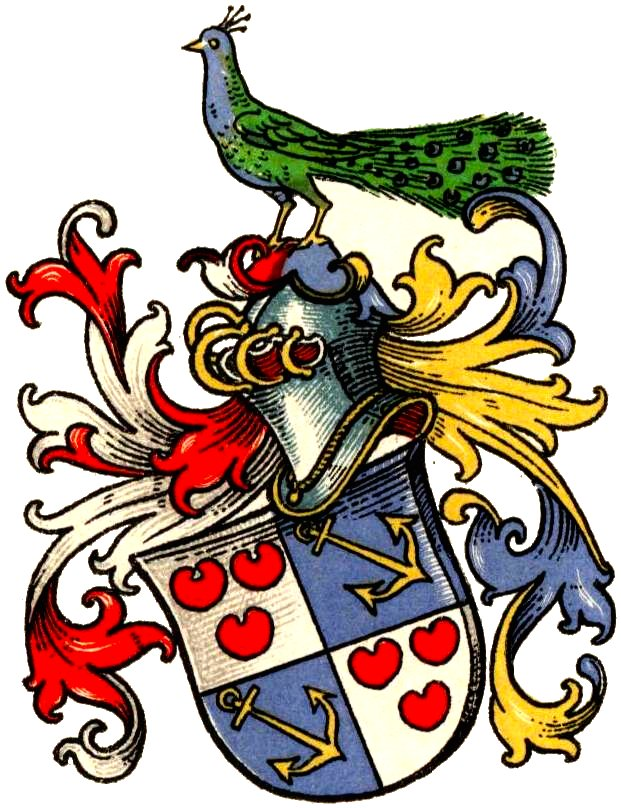
Павич як герб графів Текленбург-Лінгенських
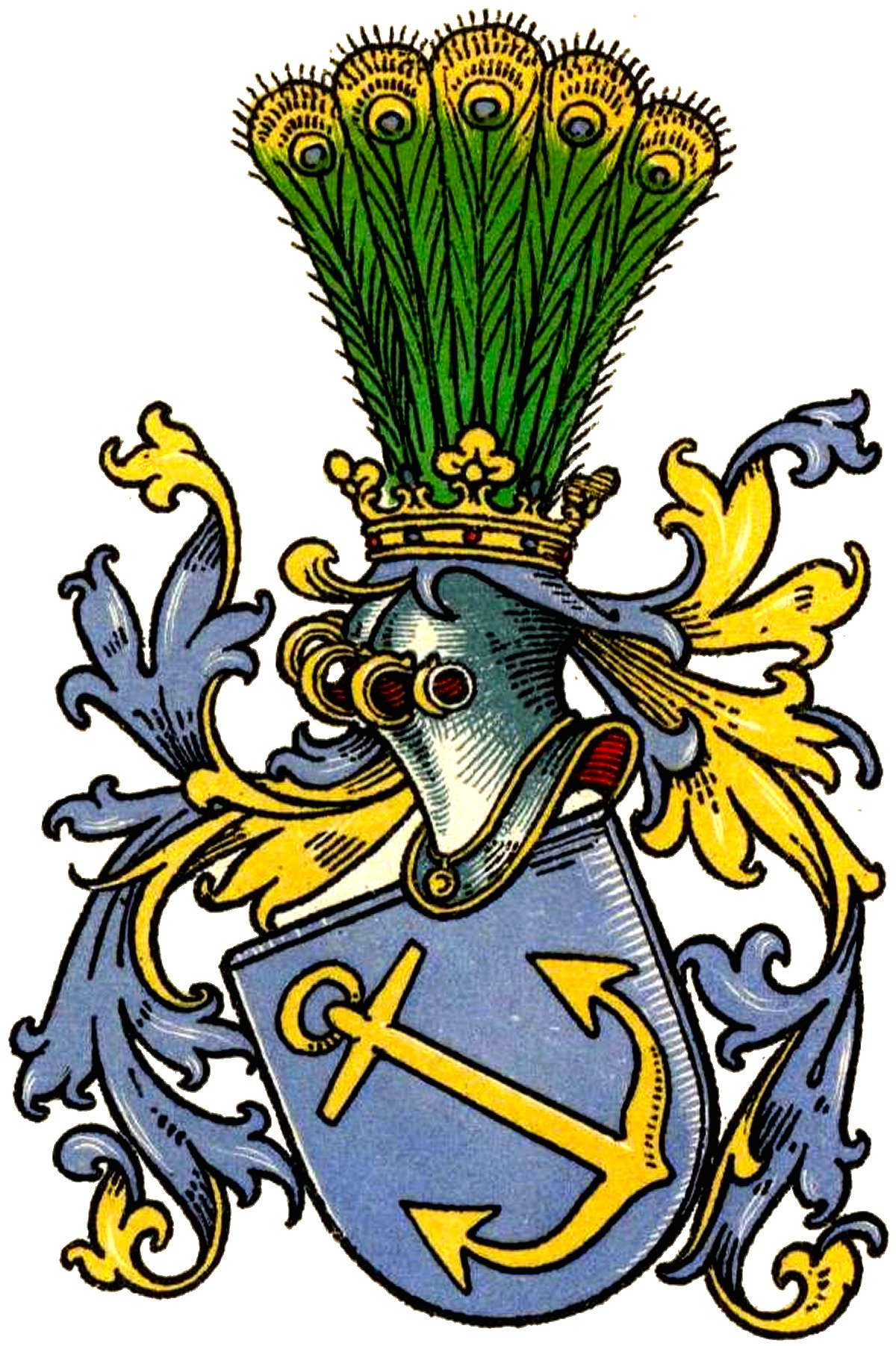
Павине пір'я як прикраса шолома графів Лінгенських
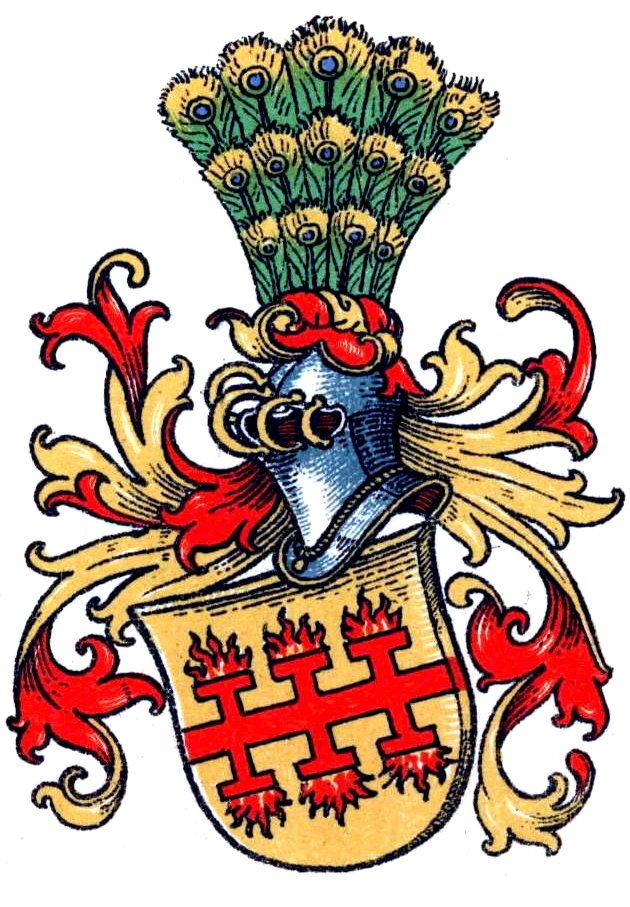
Віялоподібне павичеве пір'я як герб дому Вельтце
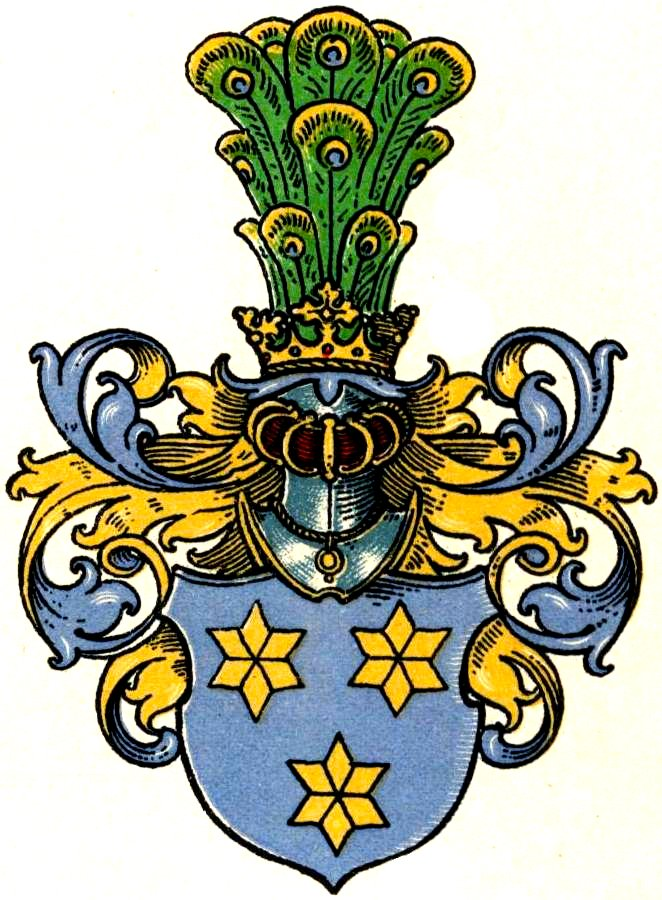
Циліндричне павине пір'я як герб дому Тьовден
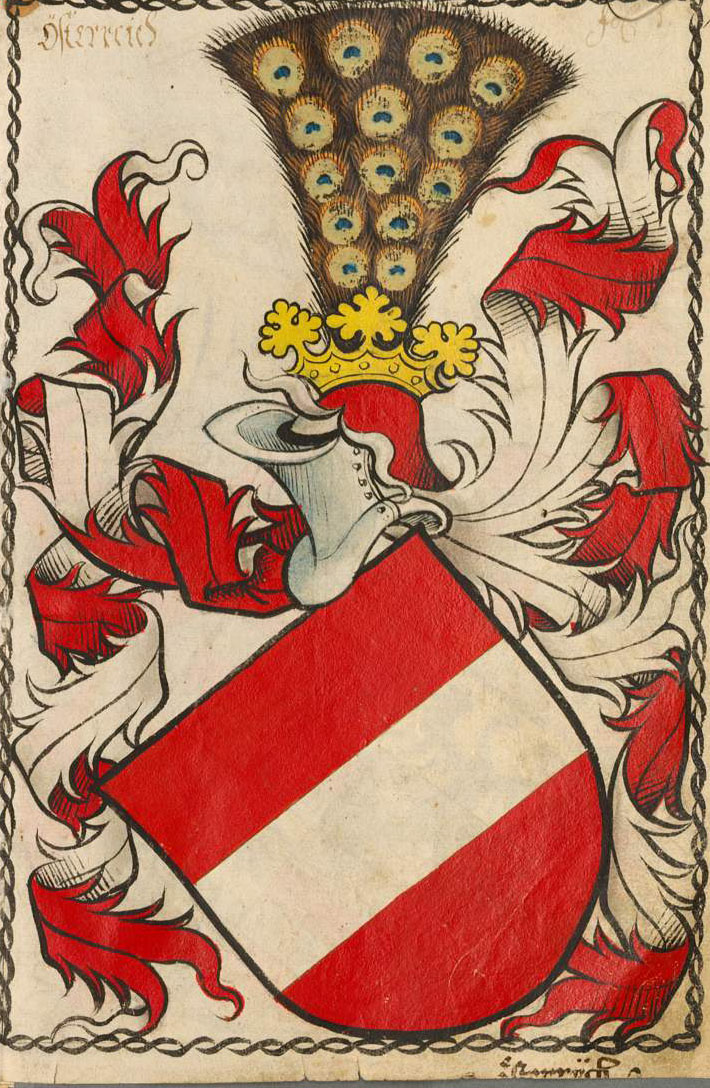
Герб Бабенбергів (щит з павиним хвостом), на якому базується державна символіка Австрії
Ермело (Нідерланди)
Фельланди в кантоні Цюріх
[Фауг]] у кантоні Во
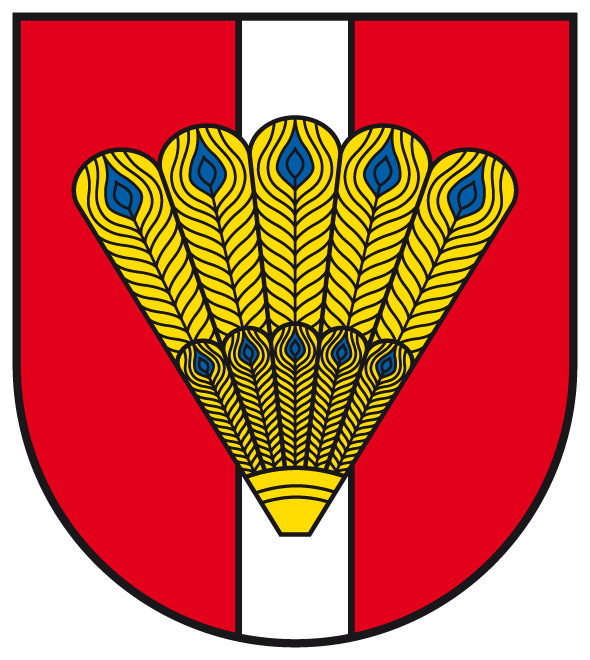
Гроуб Сантерслебен з павиним пір'ям, пов'язаним віялом
Герб Албанії з павичем е центральному щитку